# Sun Bowl Stadium
O Sun Bowl Stadium é um estádio localizado em El Paso, Texas, Estados Unidos, possui capacidade total para 51.500 pessoas, é a casa do time de futebol americano universitário UTEP Miners football da Universidade do Texas em El Paso. O estádio foi inaugurado em 1961, já recebeu show do U2 em 1992, do The Rolling Stones em 2006 e do RBD em 2023.